# Job Simulator
Job Simulator: The 2050 Archives est un jeu vidéo de simulation en réalité virtuelle, développé et publié par Owlchemy Labs pour Microsoft Windows et PlayStation 4, dans lequel les joueurs participent à des approximations comiques d'emplois dans le monde réel.

## Système de jeu

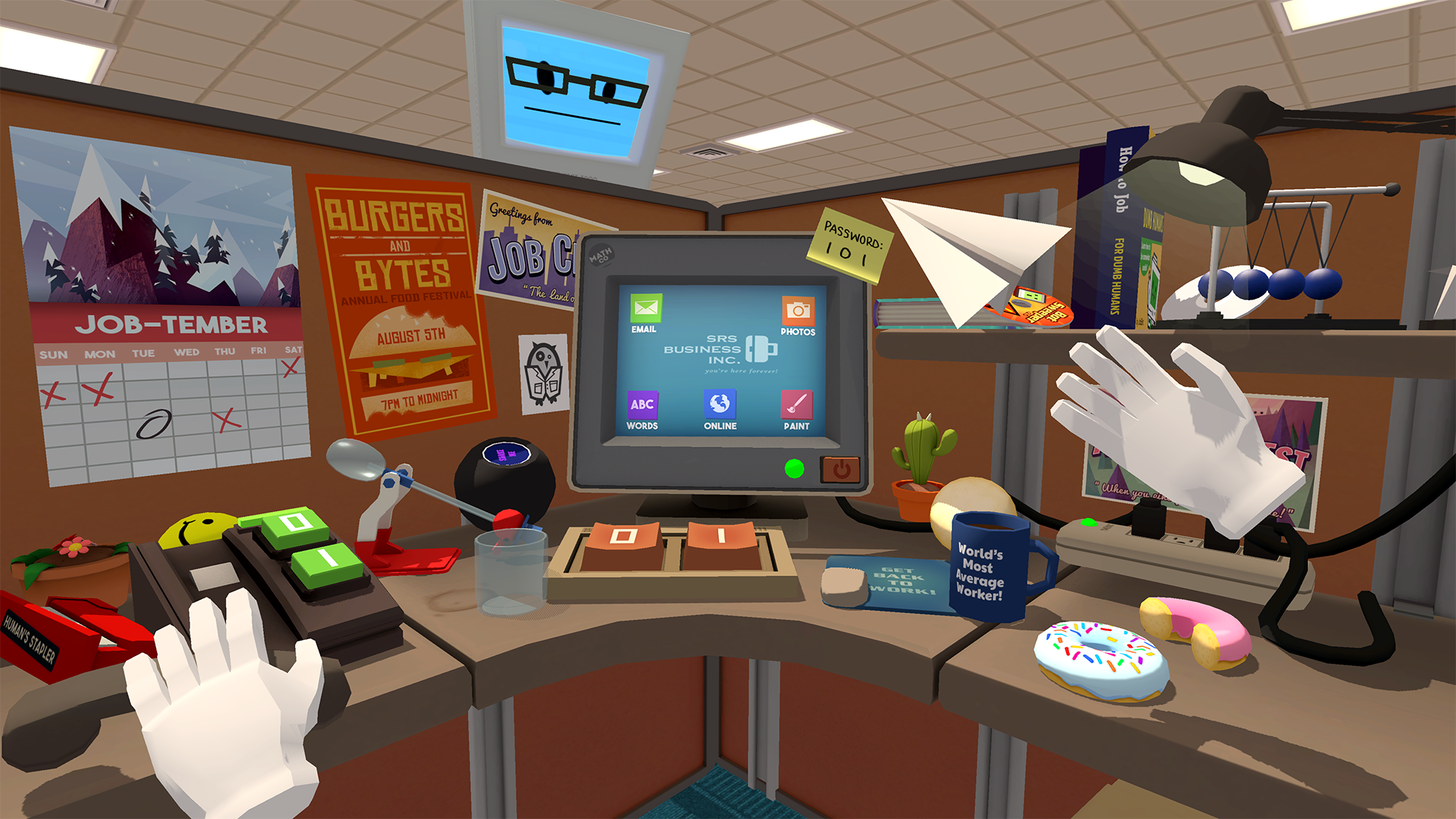
Capture d'écran du jeu

Le joueur participe à des tâches simulées dans un musée du travail géré par des robots ressemblant à des moniteurs d'ordinateur flottants. Les emplois sont représentés comme des approximations insensées de professions réelles: "Mécanicien automobile", "Chef gastronomique", " Vendeur dans un magasin " et " Employé de bureau ". Accompagnés d'un robot qui fournit des explications et des instructions, les joueurs effectuent des tâches associées à cette profession, certaines réalistes et d'autres comiques. Par exemple, dans la simulation "Employé de bureau", les joueurs participent à des activités telles que l’évaluation de nouveaux employés et le transfert d’appels, mais sont également invités à manger des beignets.
Les contrôleurs fournis avec le casque VR, sont représentés dans le jeu par des mains, les joueurs interagissent avec l'environnement virtuel de la même manière que dans la vie réelle. On peut interagir avec la plupart des objets à la portée du joueur - beaucoup peuvent être saisis et manipulés, tandis que les objets fixes tels que les claviers et les appareils qui ont des boutons, des leviers ou des molettes que le joueur peut utiliser. Après avoir effectué un certain nombre de tâches, il est proposé au joueur de retourner au musée ou de continuer à interagir avec l'environnement. Une fois que le joueur a terminé les quatre simulations de tâches, on lui offre une variété de modificateurs qui modifient la physique du jeu.
Le joueur dispose souvent d’une grande liberté de création dans la manière dont il exécute une tâche. Par exemple, lors de la cuisson d'une pizza dans la simulation du chef, les joueurs peuvent choisir n'importe quel ingrédient auquel ils peuvent accéder, tels que du bacon, des œufs, des pommes ou des biscuits, à utiliser comme garniture de pizza. Lors de la réparation de voitures dans la simulation de mécanicien, les joueurs peuvent choisir le style de pièces à utiliser en remplacement (par exemple, lors du remplacement d'un pneu crevé, le joueur peut choisir parmi l'un des 9 styles de pneus disponibles) et est autorisé à effectuer des réparations. Le joueur est également libre de perdre son temps avec les divers objets à sa portée, tels que jeter des objets dans des poubelles, manger de la nourriture ou prendre les lunettes de soleil d'un client.
Une grande partie de l'humour du jeu provient de situations à la fois stéréotypées et exagérées dans les emplois exercés: en tant que chef, le joueur est invité à soudoyer une critique gastronomique et à utiliser les allergies particulières d'un client mineur qui fête son anniversaire; En tant que mécanicien automobile, le patron demande au joueur de saboter les voitures et/ou de les dépouiller pour obtenir des pièces.
Le jeu propose également un "mode spectateur" spécial qui permet de donner une perspective plus divertissante aux téléspectateurs qui observent quelqu'un jouer au jeu. Outre la vue à la première personne, le joueur portant le casque peut positionner les caméras autour de lui et basculer entre eux., cela fournit ensuite une fenêtre d'affichage à l'écran externe de la configuration VR; le joueur est alors représenté sous la forme d'un casque de réalité virtuelle et de deux gants. Ceci n'est disponible que sous Windows.

## Développement
Job Simulator est le premier jeu annoncé pour le dispositif SteamVR. Le jeu était également inclus avec le HTC Vive lors de son lancement le 5 avril 2016,. Les développeurs ont ensuite abaissé le prix du jeu en réponse aux commentaires des joueurs. Les développeurs ont créé un mode "humain plus petit" pour les joueurs qui ne pouvaient pas atteindre les objets placés plus haut dans l'environnement de réalité virtuelle.

## Accueil

### Récompense
| Game Developer Choice Awards - Meilleurs jeu VR/AR           | Gagnant   |
| Sundance Film Festival - New Frontiers Lineup                | Selection |
| The Game Awards 2016 - Meilleurs jeu VR                      | Nommé     |
| Unity Awards 2016 - Meilleurs Jeu VR                         | Gagnant   |
| CINEQUEST Film & VR festival 2017 - Meilleurs jeu en famille | Gagnant   |
| The 8th annual lumiere awards - Meilleur jeu VR              | Gagnant   |
| THE VERGE - Weirdest Pop Culture of 2016                     |           |
| Glixel - Les 50 meilleurs jeu vidéo de 2016                  | Gagnant   |
| Proto Awards - Meilleurs Gameplay                            | Selection |
| Proto Awards - Meilleurs Interaction                         | Selection |
| Proto Awards - Meilleurs Jeu                                 | Selection |
| IGN - Meilleurs jeu VR de 2016                               | Nommé     |
| UPLOAD - Meilleurs Jeux de la PSVR                           | Selection |
| UPLOAD - Meilleurs Jeux de la HTC VIVE                       | Selection |
| UPLOAD - Meilleurs Jeux de l'année                           | Nommé     |
| UPLOAD - Meilleurs Jeux innovant                             | Nommé     |
| Stuff Gadget Awards 2016 - Indie GOTY                        | Nommé     |
| PlayStationLifeStyle.net - Best Casual Game                  | Gagnant   |
| VISON SUMMIT AWARDS 2016 - Meilleurs Expérience en VR        | Finaliste |
| INDIECADE SELECTION 2015                                     |           |
| Unity Awards 2015 - Meilleurs Expérience en VR               | Nommé     |
| SXSW - Jeu tendance de l’année                               | Nommé     |